# Роберт Марленд
Роберт Марленд (англ. Robert Marland, 13 травня 1964) — канадський академічний веслувальник.
Олімпійський чемпіон 1992 року в складі вісімки, учасник 1988 року.
Срібний призер Чемпіонату світу 1990, 1991 років у складі вісімки.
Бронзовий призер літньої універсіади 1987 року в складі розпашної четвірки зі стерновим.